# Erckartswiller
Erckartswiller je občina v departmaju Bas-Rhin francoske regije Alzacija.
Leta 1990 je v občini živelo 207 oseb oz. 20 oseb/km².